# Volker Heun

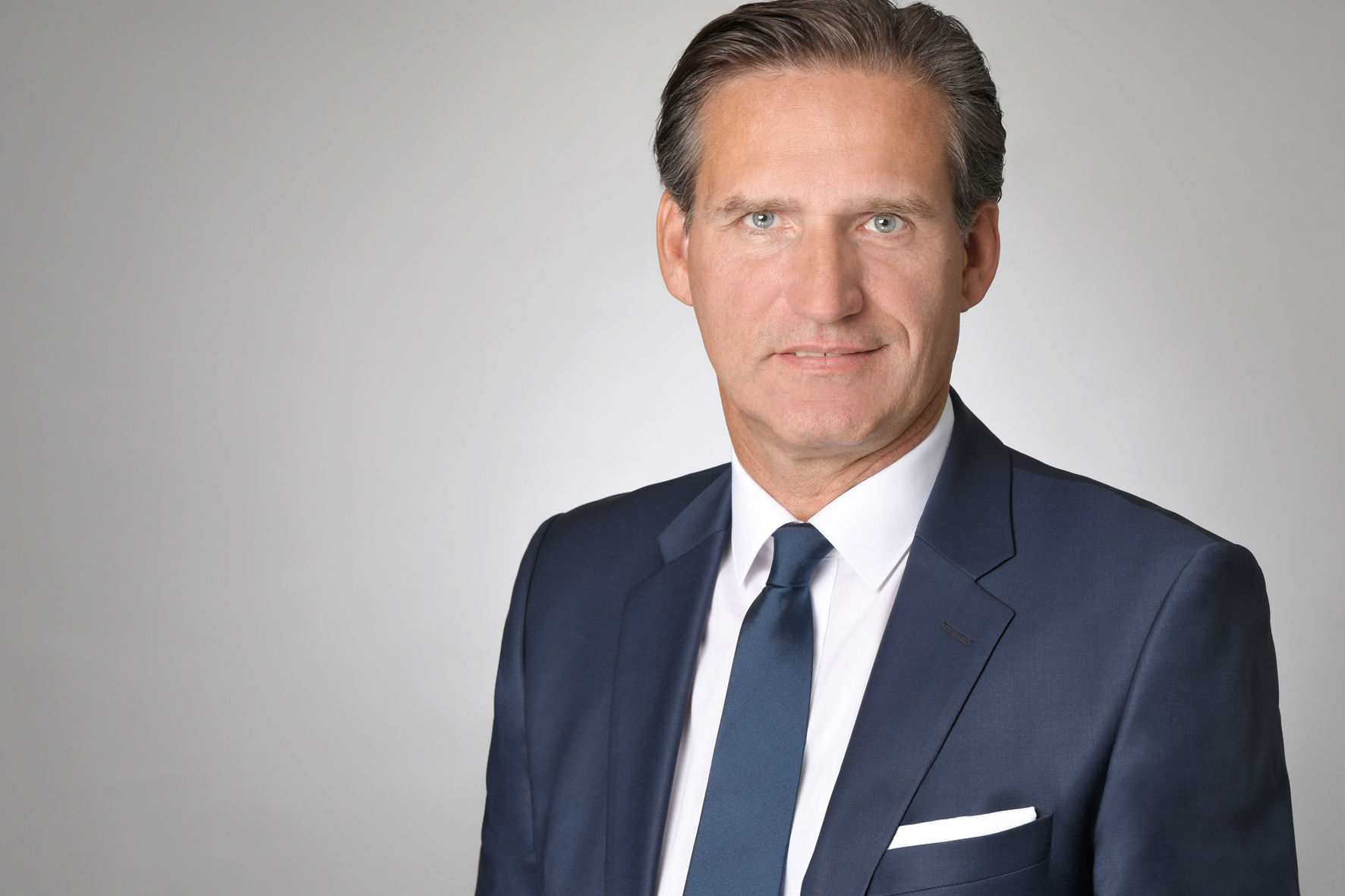
Volker Heun (2018)

Volker Heun (* 1968 in Hadamar, Hessen) ist ein deutscher Finanzexperte, Buchautor und Herausgeber der Fachzeitschrift World Economist.

## Leben
Nach der Schule schloss Volker Heun seine Ausbildung zum Bankkaufmann bei der Nassauischen Sparkasse in Wiesbaden ab und arbeitete in der Naspa vor allem im Bereich der Vermögens- und Anlageberatung für Privatkunden.
Als Investment Manager wechselte er nach Hamburg zunächst zur Hypovereinsbank, ab 1998 zur Deutschen Bank AG.
Von 2000 an vertrat Volker Heun das Kreditinstitut in leitender Position am Standort Palm Beach, Florida und beriet die dort aus Deutschland, Österreich und der Schweiz ansässige Klientel des Segments High Net Worth Individuals im Bereich Vermögensanlage.
Die internationale Mitarbeiterzeitschrift der Deutschen Bank Gruppe, Forum, titelte in ihrer Printausgabe vom Juli 2001 (Cover u. S. 6 u. S. 7) Heuns Aktivitäten mit Making opportunities happen in Florida - Wooing German high nets in Florida. Beschrieben ist die Ausrichtung der Deutsche Banc Alex. Brown-Niederlassung, die hochvermögenden Privatkunden vor Ort in der ihnen kulturell vertrauten Kompetenz und Sprache zu betreuen. Zitat Heun: „Bei diesen Kunden handelt es sich oftmals um Paare, bei denen ein Ehepartner die englische Sprache besser beherrscht als der andere. Es ist von größter Bedeutung, dass unsere vorgeschlagenen Investment Strategien bis ins Detail von allen Beteiligten gleichsam verstanden werden.“
Vor seiner endgültigen Rückkehr nach Deutschland pendelte Volker Heun als unabhängiger Investmentberater im transatlantischen Bereich. Zunehmend beriet er auch Investoren aus der Volksrepublik China; 2017 unterrichtete er an der International School of Management (ISM) in Frankfurt am Main mit dem Vorlesungsschwerpunkt Marketing und referierte u. a. 2019 vor Mitgliedern der Atlantik-Brücke e.V. zu aktuellen deutsch-amerikanischen Wirtschaftsthemen.

## Autor
Nach der umstrittenen Entscheidung der FIFA für die Austragung der Fußballweltmeisterschaft als Winter-WM 2022 in Katar, thematisierte Volker Heun zusammen mit Christoph Eydt in dem Sachbuch Assetklasse Fußball (2016) den Trend, wie sich große europäische Fußballvereine und ihre Spieler zu Investments von arabischen, russischen und chinesischen Investoren entwickelten. Das auch in Mandarin übersetzte Buch beleuchtet sowohl Chancen wie Risiken für Investoren im internationalen Fußballmarkt.
Im Weiteren veröffentlichte Heun Sachbücher über seine Erfahrungen als Finanz- und Wirtschaftsexperte mit mittelständischen Unternehmen aus dem Kreis der Hidden Champions, über Risiken und Chancen bei Investitionen in digitale Vermögenswerte wie die Kryptowährung Bitcoin und über internationale Sportinvestments. Gleichzeitig verfasste er Artikel für das Manager Magazin, dem er als regelmäßig publizierender Gastautor dem Kreis der MeinungsMacher angehörte.
Insbesondere beschrieb Heun den Vorstoß Chinas als Fußballimperium. Bereits 2016 verfügte das Land mit der Fußballschule der Evergrande Group, dem vom zweitgrößten Immobilienkonzern Chinas gesponserten Guangzhou FC, über die weltgrößte Fußballakademie mit mehr als 2.500 Schülern und 50 Fußballplätzen in Kanton, Zitat Heun: „Bis 2017 werden landesweit 20.000 Grund- und Mittelschulen zu Fußballschwerpunktschulen umgewandelt. Das Erziehungsministerium sucht mindestens 40.000 neue Fußballtrainer und baut 20.000 neue Fußballplätze.“ Bei derart massiven Investitionen in den Fußballsport geht es jedoch (Zitat Heun) „…nicht nur um Rendite, sondern auch um Vermögens Diversifizierung. Gerade chinesische und arabische Investoren legen ihr Geld gerne in europäische Clubs an.“
Ergänzend zu den Ambitionen Chinas im Sportbereich thematisierte Heun den Nutzen für deutsche Unternehmen durch die Beteiligung chinesischer Kapitalgeber. Zitat Heun: „Chinesische Private-Equity-Firmen streben zwar meist den Mehrheitskauf von Firmen an, sind aber immer häufiger auch für Minderheitsbeteiligungen offen.“ Aufgrund der komplexen Materie wies Heun darauf hin, dass jedes dafür offene Unternehmen sich grundsätzlich Rat bei mit dieser Materie vertrauten Experten einholen solle. Über nachhaltige Investitionen in Bezug auf Deutschland schrieb Volker Heun zudem in China Daily, Zitat Heun: „Vor allem Unternehmen aus den Bereichen Clean Technology oder Industrie 4.0 stehen im Fokus chinesischer Investoren, aber auch vermehrt Unternehmen aus der Tourismus- und Freizeitbranche.“
Noch aus seiner Zeit in Florida war Volker Heun privat mit dem Unternehmer Donald Trump bekannt. Aufgrund Trumps Präsidentschaftskandidatur für die Republikanische Partei formulierte Heun im Manager Magazin (Zitat): „Man muss seine Art zu polarisieren und zu provozieren nicht mögen; seine rassistischen und sexistischen Aussagen sind abstoßend. Aber wir alle müssen die Entscheidung des amerikanischen Volkes akzeptieren […] Trump wird versuchen, Amerika wie eine Firma zu regieren.“ Im darauffolgenden Jahr erschien Heuns Sachbuch zu Trumps errungener Präsidentschaft: Donald Trump: Fluch oder Segen?
Nach der erfolgreichen Wahl des Kandidaten der demokratischen Partei Joe Biden folgte Heuns Ausblick auf die Veränderungen in den transatlantischen Beziehungen, und er fragte: Wird unter dem neuen US-Präsidenten alles besser?
Am 3. November 2024, knapp vor dem Ende des Wahlkampfs für eine mögliche Wiederwahl Donald Trumps, schaltete der Fernsehsender Welt ihn als US-Experten life dazu, und Volker Heun erklärte im Interview (Zitat): „Trump hasst es zu verlieren (…) Er ist natürlich ein unglaublich intensiver Gesprächspartner und wirklich ein ganz schwerer Charakter. (…) Ich habe die große Hoffnung, dass das Rennen doch klarer ausgeht, entweder für die Demokraten oder auch für die Republikaner. Wenn es aber knapp wird, dann befürchte ich in der Tat Ausschreitungen in den USA. (…) Er setzt die ganz großen Themen im Wahlkampf: die Wirtschaft, die Inflation, (…) die Migration. Wir werden eine Fortsetzung sehen von den ersten vier Jahren.“ Allerdings sei Trump auf seine mögliche Präsidentschaft deutlich besser vorbereitet, so Heun.
Die Inauguration des 47. Präsidenten kommentierte er wiederum im Fernsehsender Welt live und als Studiogast zusammen mit dem US-amerikanischen Auslandskorrespondenten Erik Kirschbaum. Volker Heun (Zitat): „Trump ist ein unglaublich starker Mensch und jemand, der niemals aufgibt. (…) Er ist ein guter Präsident für die USA, und er wird ein schwieriger Präsident für Deutschland sein.“ Heun empfahl einem nächsten deutschen Kanzler das Golfspiel mit Trump. In der dabei und insbesondere im Anschluss gemeinsam verbrachten Zeit ginge es „auch darum, dass sich das Verhältnis Deutschland und Trump entspannt. Wir dürfen ihn um Gottes willen nicht unterschätzen.“
Anlässlich des Antrittsbesuchs von Friedrich Merz im Weißen Haus am 5. Juni 2025 formulierte Heun seine Einschätzung zu den wirtschaftlichen Perspektiven im Verhältnis der USA zu Deutschland und zur Europäischen Union: Bundeskanzler Merz wie US-Präsident Trump „kommen beide aus der Wirtschaft, und insofern sprechen sie eine Sprache.“ Merz wird selbstbewusst auftreten. „US-Investoren haben großes Interesse, bei uns zu investieren (…) Man muss als US-Investor in andere Märkt investieren, vor allem auch in andere Währungen, und da ist Deutschland Nummer Eins.“ Bei den Friedensverhandlungen zur Ukraine hätte sich Trump insofern verschätzt, „dass Putin nicht sofort seine Ideen übernimmt.“ Das Gespräch kommentierte Heun im Abschluss als „Fundament, auf das wir gut aufbauen können.“
Seit April 2025 beschreibt Volker Heun die wirtschaftliche Entwicklung in den USA auch in Gastbeiträgen des online Expert Circle des Magazins Focus. „Amerikanische Investoren favorisieren hauptsächlich deutsche Tec Firmen, Immobilien, sowie die Unternehmensbereiche: Maschinenbau, Automobil und Zulieferer – vor allem die Hidden Champions im Mittelstand. Es gibt in Deutschland rund 1.600 Hidden Champions, von denen mehr als die Hälfte Weltmarktführer sind. Made in Germany und deutsche Ingenieurskunst sind weltweit nach wie vor sehr angesehen.“

## Herausgeber
Im Jahr 2018 gründete Volker Heun die Cryco GmbH. Im Jahr darauf überführte er sie in die Cryco AG mit Sitz im Düsseldorfer Dreischeibenhaus. Die Aufgaben umfassen den Betrieb des Cryco Think Tank For Future Studies und die transparente Kommunikation der Forschungsergebnisse in Form von Studien und als Fach- und Sachbücher.
Die von der Denkfabrik formulierte Programmatik steht für die Entwicklung von Handlungsvorschlägen für die fragile Gesellschaft und für Neue Methoden bei der Zusammenführung von Gegenwart und Zukunft. Ihr wissenschaftlicher Direktor ist der Hallenser Universitätsprofessor Lothar Abicht.
Redaktionell aufbereitet fließen die Erkenntnisse in das seit 2020 ebenfalls von Volker Heun herausgegebene Wirtschaftsmagazin World Economist ein. Darin wird die Komplexität der Zusammenhänge von Politik, Ökonomie und Gesellschaft thematisiert.
Zusätzlich zu Titelportraits über internationale Konzerngründer wie z. B. Richard Branson, Elon Musk, den Aachener Unternehmer Hermann Bühlbecker über Aufbau und Erhalt der familiengeführten Lambertz-Gruppe, oder Prominente, wie den monegassischen Fürst Albert zu seinen ökologisch nachhaltigen Bauvorhaben in der Bucht von Monaco, enthält das Magazin auch Berichte über weniger bekannte Spitzenunternehmer mit besonderer Wirkung in der Bundesrepublik Deutschland.
So über den IT-Unternehmer im Supply-Chain-Management Christian Zott zu seiner konsequenten Einbeziehung der Münchner Mitarbeiter in strategische Entscheidungen und den Bau der mSE Kunsthalle für seine Sammlung in Unterammergau, oder über den Begründer der Erlebnisgastronomie, den Koch und Veranstalter Hans-Peter Wodarz.
Ergänzt sind die redaktionellen Beiträge von Lothar Abicht und Stefan Koslowski durch Gastkommentare u. a. von Philipp Stumpfegger zur Entwicklung der Elektromobilität und von Gunnar Schupelius zum Zustand der deutsch-amerikanischen Freundschaft. Aufgrund seiner Fachkenntnisse über Anlagefonds und die Entwicklung der Finanzmärkte war auch der politisch umstrittene und wegen seiner Kandidatur für die AfD zum Bundespräsidentenamt seit 2022 aus der CDU ausgeschlossene Ökonom Max Otte vertreten.
Hinzugezogen sind Experten wie der Mitgründer der astragon Entertainment André Franzmann über Stagflation, der Journalist Eduard Prinz von Anhalt über die sinnvolle Verbindung von Adel mit Bürgertum und die Abschaffung der Patrilinearität, sowie weitere Autoren zu internationalen Finanzthemen und wirtschaftlichen wie kulturpolitischen Zusammenhängen.
Die von Volker Heun selbst eingebrachten Artikel behandeln z. B. die US-amerikanischen Tech-Giganten und die Versuche der Politik, ihre Monopolstellung zu verringern, die zukünftige Mobilität Chinas oder Spaniens Weg als Land der Startups und Innovationen.
World Economist erscheint vierteljährlich in Deutschland, Österreich und der Schweiz in Deutsch und Englisch, je nach thematischem Bezug zudem in einer weiteren Sprache.
Volker Heun lebt und arbeitet vor allem in Düsseldorf. 

## Wissenswertes
Volker Heun ist Träger des ritterlich askanischen Hausordens Albrecht der Bär und darf nicht verwechselt werden mit dem gleichnamigen Autor mathematisch wissenschaftlicher Fachliteratur.

## Bibliografie (Auswahl)
- Volker Heun: Investieren in Krisenzeiten – Die Weltwirtschaft verstehen, um richtige Entscheidungen zu treffen, 216 Seiten, Hrsg. Volker Heun, 2023, ISBN 978-398-5-7001-2-7.
- Lothar Abicht, Volker Heun: 2025 Zukunft der Banken, Family Offices und Vermögensverwaltung: Denkanstöße für Entscheider und Anleger, 220 Seiten, Hrsg. Cryco Think Tank, Düsseldorf, 2021, ISBN 978-3-9820763-2-4.
- Volker Heun: Die Corona-Weltwirtschafts-Krise, 188 Seiten, Hrsg. Cryco Think Tank, Düsseldorf, 2021, ISBN 978-3-9820763-0-0.
- Volker Heun: Die Krise als Chance nutzen: Mit der 4-K-Methode zu mehr Erfolg, 236 Seiten, Hrsg. Cryco Think Tank, 2020, ISBN 978-3-7504-9600-2.
- Volker Heun: Gemeinsam in die Zukunft: Wie deutsche Firmen auch in schwierigen Zeiten in den USA Erfolg haben, 142 Seiten, Hrsg. Cryco Think Tank, 2019, ISBN 978-3-7494-4986-6.
- Volker Heun: Bitcoin & Co: Eine neue Weltwährung. Chancen und Risiken für Investoren, 220 Seiten, Hrsg. Cryco Think Tank, 2018, ISBN 978-3-7528-7741-0.
- Volker Heun: Donald Trump: Fluch oder Segen?, 210 Seiten, Hrsg. Volker Heun, 2017, ISBN 978-3-7448-0268-0.
- Christoph Eydt, Volker Heun: Assetklasse Fußball: Chancen und Risiken für Investoren im Fußball, 136 Seiten, Hrsg. Volker Heun, 2016, ISBN 978-3-8391-2210-5.